# Dedun
Dedun, Dedún, Deduén o Dedwen fue un dios del sur de Egipto, adorado en Nubia al menos desde 2400 a. C. 

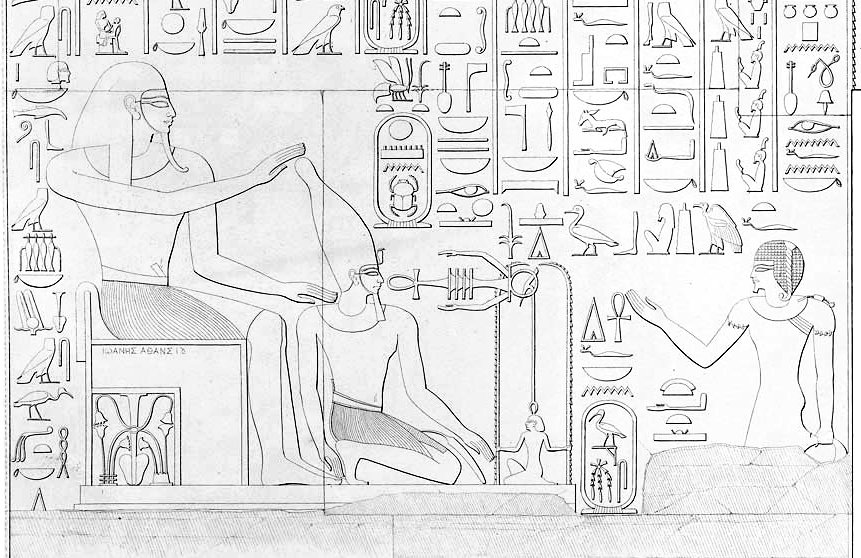
Dedun y Tutmosis III. Templo de Semna oeste. Richard Lepsius, Denkmäler aus Ägypten und Äthiopien.

## Iconografía
Hay escasa información sobre su naturaleza original, aunque se sabe que empezó representado como hombre joven procedente del sur y como halcón. A partir del Imperio Nuevo, fue representado como un león.

## Mitología
En el Imperio Medio de Egipto, durante el dominio egipcio sobre Kush, fue el dios del incienso, asociado a los ritos funerarios y protector de las gobernantes difuntos (de Nubia). Su función principal era la quema del incienso en los nacimientos reales para alejar a los genios maléficos.
La quema de incienso, procedente de Nubia, se convirtió en algo muy importante en las estancias del rey para purificar el aire y ahuyentar a los malos espíritus. Puesto que el incienso era, en esa época, un material de lujo extremadamente costoso, aportó una gran prosperidad a Nubia, y Dedun se convirtió en esa región en el dios de la prosperidad y la abundancia (buena fortuna).
Algunos documentos hablan de un gran incendio en un complejo de templos compartido por diversos dioses, que pudo haber comenzado en un templo de Dedun, de ahí que se le asocie con el intento de destrucción de otros dioses.
En los últimos tiempos, fue considerado la personificación del Sur, como Ha lo fue del Oeste, Sopedu del Este y Sobek del Norte.
Aparece en el mito de la Diosa Lejana, acompañando a Shu en busca de Sejmet para hacerla entrar en razón. También forma parte de la pequeña Eneada.

## Culto
En los Textos de las Pirámides aparece como Señor de Nubia y Señor de Punt, pero no hay constancia de que fuera adorado al norte de Asuán. Era protector de la fortaleza de Semna. Tutmosis III, de la dinastía XVIII, mandó construir templos en su honor en el-Lesiya y en Uronarti, en el desierto de Nubia. Una pequeña capilla en su honor ha sido salvada de las aguas del lago Nasser e instalada en la nueva Kalabsha.